# Бишівський замок
Би́шівський за́мок — оборонна споруда у містечку Бишеві, зведена в XVI столітті. Зруйнована наприкінці XVIII століття.

## Опис і розташування
Біля посаду стоячий острог, по острогу 2 вежі проїжджих, до того ж острогу прибудоване інше містечко зі стоячим острогом, до нього башта проїжджа з брамою.
Сліди замку залишилися поблизу бишівської школи, однак усе забудовано й знівельовано бульдозером.

## Історія
Щенсний Харленський — київський підкоморій на давньому городищі своїм коштом побудував невеликий оборонний замок, усипав його валами і просив короля про надання поселенню відповідного привілею. У 1607 році Бишів успадкував син Щенсного Єжи Харленський, який до 1617 року укріпив замкову споруду.
У 1649 році замок був частково зруйнований козаками під проводом Голуба. За козацьких часів в ньому перебувала Бишівська сотня Білоцерківського полку Війська Запорозького.
Після 1676 року ним володіють Тишкевичі, 1689-го, за сприяння Семена Палія, Бишів і замок повертається до родини Харленських.
1711-го Бишів три тижні тримав в облозі гетьман Пилип Орлик. Нарешті він здобув містечко і знищив чимало місцевої шляхти, яка сховалася в костьолі.
1729 року прибулі до Бишева домініканці мусили якийсь час перебувати в одному із замкових будинків. Того самого року Францішек Харлинський на місці старого костьолу, де знаходився родовий склеп Харлинських, з розібраного пустого будинку на замку звів невеличку каплицю.
1768 року Бишів став одним із осередків повстання надвірних козаків — Коліївщини. Надвечір 27 червня 1768 року бишівський замок зайняв отаман повстанців Іван Бондаренко. Після захоплення полковника Бондаренка Бишівський замок пограбували гусари власника Чорнобиля Яна-Миколая Ходкевича, шукаючи гайдамацькі скарби.